# Camerun tedesco
Il Camerun tedesco (in tedesco Kamerun) è stato dal 1884 al 1919 una colonia tedesca. La colonia aveva inizialmente una superficie di 495.000 km², mentre dopo l'annessione del Neukamerun nel 1911 arrivò ad avere una estensione complessiva di 790.000 km² (circa 1,3 volte più grande delle dimensioni dell'attuale stato del Camerun).

## Storia

### Gli inizi della penetrazione commerciale (1868-1883)
Già dal 1868 una compagnia commerciale di Amburgo aveva fondato un insediamento sulla costa del Camerun, nei pressi dell'estuario del fiume Wouri, nelle vicinanze di Douala, per lo scambio di prodotti con le popolazioni locali, ma questo primo tentativo di colonizzazione ebbe esiti mediocri, con la semplice stabilizzazione di una presenza commerciale privata in un'area ancora a forte influenza inglese.
Col tempo diverse grandi società commerciali tedesche (Woermann, Jantzen e Thoermalen) e società concessionarie riuscirono a stabilirsi massicciamente nella regione centro-africana. L'idea originaria del Cancelliere tedesco Otto von Bismarck fu quella di lasciare l'iniziativa alle grandi compagnie, cui attribuire il compito di imporre la loro presenza, riservando allo stato unicamente il ruolo di proteggerle, sostenerle e, se necessario, eliminare le potenziali ribellioni indigene. La sua idea coloniale fu sintetizzata, ai tempi, dalla formula "Prima il mercante, poi il soldato".
Fu a causa della pressione crescente dei rappresentanti di queste compagnie commerciali, capitanate dall'uomo d'affari Adolph Woermann, la cui società di navigazione era una delle maggiori della regione, unita alle richieste dei nazionalisti in patria, che Bismarck, inizialmente scettico sull'idea di un appoggio attivo al progetto coloniale, ritenuto troppo costoso e diplomaticamente complesso da attuare, se ne convinse definitivamente, dando il via ad una nuova stagione di espansione territoriale dell'Impero tedesco.

### Protettorato e colonia (1884-1905)
Nel 1884 l'esploratore Gustav Nachtigal, dopo aver acquisito per conto del governo imperiale l'incarico di trattare con i regni indigeni della regione e di dichiarare la sovranità del Reich sui territori a forte occupazione tedesca, fondò una nuova colonia (Kolonie vom Kamerun) a Kribi, sulla costa del Golfo di Guinea. Il 14 luglio dello stesso anno, a seguito di un accordo siglato da rappresentanti commerciali tedeschi con la popolazione locale dei Duala, venne ufficializzato il protettorato tedesco su una regione di 495.000 km². Il trattato venne stipulato in una forma volutamente poco chiara, in modo da permettere ai commercianti europei di assicurarsi il controllo formale della regione aggirando i diritti delle popolazioni autoctone.
La Conferenza di Berlino del novembre dello stesso anno sancì de facto il riconoscimento internazionale dell'ingresso del Kamerun nella sfera di influenza tedesca.
Nel 1885 vennero progressivamente acquistate dalla Francia la vicina Batanga e un'isola ad ovest di Kwakwa Kriek. L'occupazione tedesca si estese ben presto lungo la costa raggiungendo Bagida, Bimbia, Malimba, Ukami, Usagawa e Useguha. Nello stesso anno, il protettorato venne ufficialmente convertito in colonia, il cui primo governatore fu Julius von Soden.
Nuovi accordi con la Francia, che aveva simili interessi di natura coloniale nella regione, portarono nel 1894 alla cessione di una nuova porzione dell'entroterra camerunense.
Fra il 1885 ed il 1893 venne inoltre definito il confine occidentale della colonia, tramite una serie di accordi con la Gran Bretagna, altra potenza egemone della regione. Il confine con la Nigeria venne dapprima fissato lungo il corso del Rio del Rey, e successivamente (1905-1906) lungo quello del fiume Akwayafe. Una ulteriore serie di accordi con la Francia stabilizzò il confine fra la colonia ed il Ciad fra il 1885 ed il 1911, garantendo al territorio governato dai tedeschi uno sbocco sul Lago Ciad. Nel 1913 un accordo con la Gran Bretagna attribuì alla colonia tedesca il controllo della penisola di Bakassi.
Col progredire della penetrazione europea verso l'interno, consolidata fra il 1889 ed il 1907 attraverso una serie di conflitti locali contro le popolazioni indigene dei Bafut e dei Fulani, la capitale della colonia venne trasferita da Douala a Buéa (nel 1910). Nel 1915 venne infine ricollocata a Yaoundé, capitale dell'attuale stato del Camerun.

### Lo sfruttamento della regione (1905-1914)

Evoluzione delle frontiere del Camerun tedesco prima e dopo la Grande Guerra

La Germania si dimostrò ben presto particolarmente interessata al potenziale agricolo del Camerun ed iniziò ad affidare a compagnie commerciali private il compito di esplorarne lo sfruttamento e la possibile esportazione. Entro il 1905 l'esplorazione dell'interno poteva infatti dirsi sostanzialmente conclusa, e l'attenzione dei governatori coloniali si concentrò sul consolidamento del governo coloniale e sullo sviluppo economico e produttivo della regione, a vantaggio della madrepatria.
Il governatore coloniale Jesko von Puttkamer si appoggiò a grandi compagnie quali la Nord West Kamerun Gesellschaft e la Gesellschaft Süd-Kamerun con l'obiettivo di incrementare le esportazioni di gomma verso la Germania. La notevole libertà concessa a queste grandi compagnie si tradusse in un aumento dello sfruttamento delle popolazioni locali.
Nel 1911 il territorio della colonia subì un notevole ampliamento, a seguito della cessione da parte della Francia di due grandi porzioni di territorio congolese, come compenso per il tacito riconoscimento tedesco del predominio francese sul Marocco. Il 4 novembre 1911 con il trattato Marocco-Congo, in cambio della neutralità tedesca sulla questione marocchina e della cessione di un esiguo territorio nel nord-est, denominato Alto Camerun o anche “Becco d'anatra” (Ente Schnabel), la Germania ricevette il Neukamerun, un vasto territorio che si insinua nell'Africa Equatoriale Francese, comprendendo la valle del fiume Sangha fino alla sua affluenza nel Congo e nell'Ubangi, per complessivi 295.000 chilometri quadrati (107.000 miglia quadrate).
La colonia raggiunse così l'apice della sua estensione. Dai 494.000 km² e 3.500.000 abitanti nel 1895, giunse infatti alla sua massima superficie con circa 790.000 km² e 4.600.000 abitanti complessivi dopo l'espansione del 1911.
In ottica geopolitica, l'obiettivo a lungo termine del governo tedesco era la costituzione di un grande impero africano, che avrebbe consentito di collegare il Kamerun ai possedimenti in Africa orientale, tramite la graduale espansione nel bacino del Congo, allora sotto il dominio belga. La progettata creazione di una Mittelafrika a predominanza tedesca fu inclusa in alcuni piani strategici immediatamente precedenti lo scoppio della prima guerra mondiale, ma non superò mai la fase di mero prospetto teorico.

### La perdita della colonia e la spartizione (1914-1919)

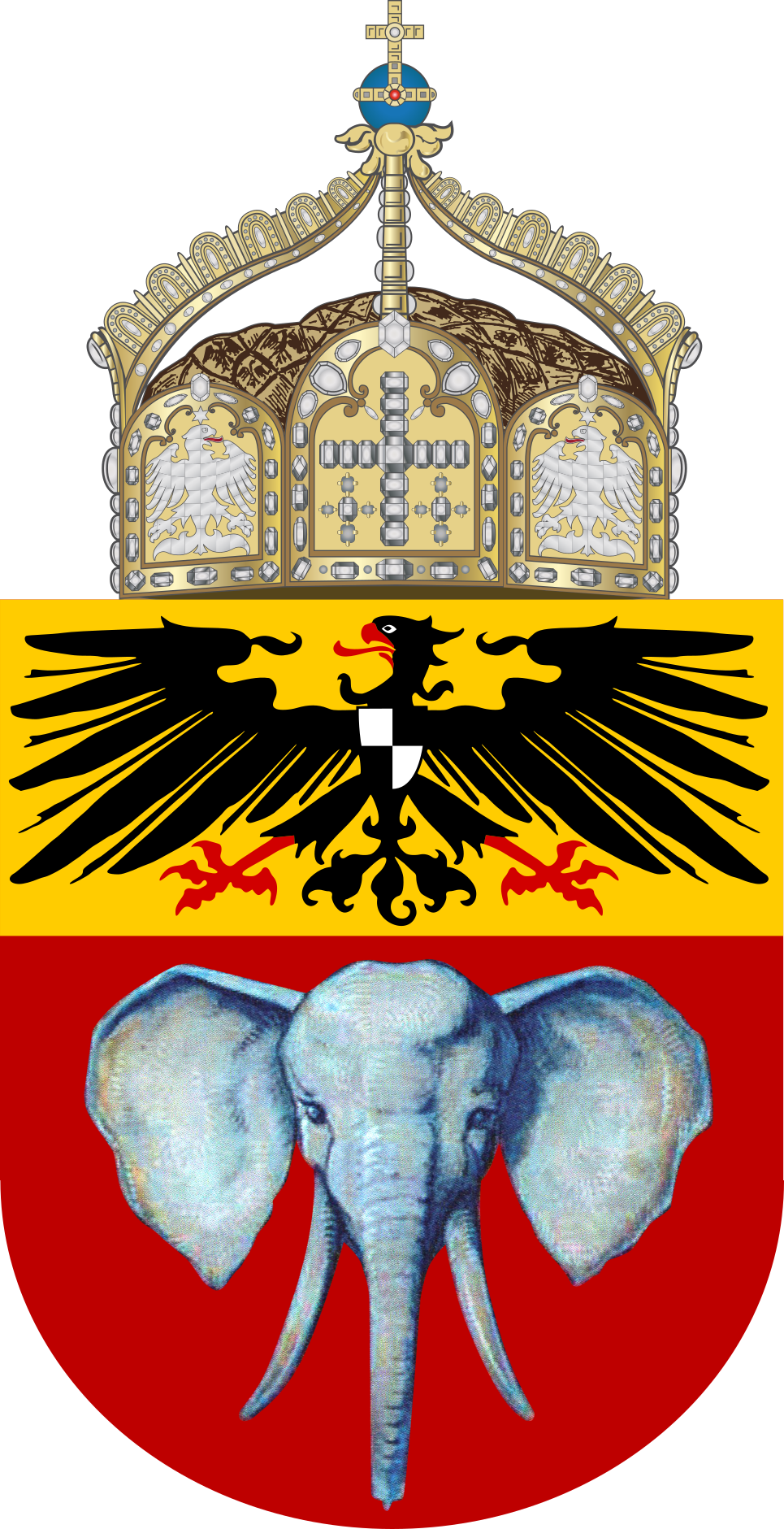
Stemma proposto per il Camerun tedesco

Con lo scoppio della Grande Guerra la colonia camerunense, allora governata da Karl Ebermaier, si trovò ad essere circondata da territori controllati da potenze dell'Intesa. La resistenza militare delle esigue truppe tedesche, al comando del generale Carl Heinrich Zimmermann si concentrò sulla difesa della capitale Yaoundé, che dopo una prima resistenza nell'estate del 1915 venne espugnata il 1º gennaio 1916. La colonia si arrese ufficialmente alle truppe alleate anglo-francesi il 4 marzo dello stesso anno.
Terminate le ostilità, il trattato di Versailles del 1919 sancì ufficialmente il passaggio del Kamerun sotto il controllo della Società delle Nazioni, che a sua volta ne suddivise l'amministrazione in un mandato britannico e uno francese per controllare il territorio. L'ex colonia tedesca venne così smembrata e suddivisa in Camerun britannico e Camerun francese; la maggior parte del suo territorio è confluita, dal 1960, nell'attuale Repubblica del Camerun.

## Economia

### Infrastrutture e trasporti

Mappa del trasporto ferroviario e fluviale nel Kamerun tedesco, 1914.

Il trasporto marittimo fu presente sin dalla prima colonizzazione dell'area costiera, ed ebbe come suo centro principale la città di Douala. Una linea passeggeri operata dalla compagnia Woermann-Linie operava regolarmente fra il Camerun tedesco e la madrepatria fin dal 1882.
La graduale penetrazione tedesca verso l'interno della regione portò al lento sviluppo di una rete di infrastrutture di moderna concezione. La prima linea ferroviaria fu quella, lunga 43 km, che collegava la città di Buea alla località di Victoria (oggi nota col nome di Limbe. Una seconda tratta, più lunga (160 km) fu costruita fra il 1907 ed il 1911 fra le località di Bonaberi, nelle vicinanze di Douala, e Nkongsamba; il tracciato fu denominato Nordbahn.
Intorno al 1913 venne iniziata la costruzione di un terzo collegamento ferroviario fra Douala e Ngaoundéré, denominato Mittellandbahn. La costruzione venne interrotta nel 1914 allo scoppio delle ostilità della Prima guerra mondiale, e il completamento del suo progetto originario nel 1955 pose le basi della linea Transcamerunese, ancora operante al giorno d'oggi.